# Josef Graf
Josef Graf, né le 3 juin 1957 à Riedenburg (Bavière, Allemagne), est un prélat et théologien catholique allemand, évêque auxiliaire de Ratisbonne et évêque titulaire d'Inis Cathaig depuis le 24 avril 2015.

## Biographie

### Formation
Josef Graf étudie la théologie et la philosophie catholique à Ratisbonne et à Rome. Le 10 octobre 1983, il est ordonné prêtre à Rome. Il obtient ensuite, en 1990, son doctorat à l'Université pontificale grégorienne de Rome grâce à sa thèse sur la théologie de Gottlieb Söhngen.
En 1987, il entre au sein de la fraternité étudiante KAV Capitolina Rom (de), une branche de la CV (de).

### Ministères
En 1989, il est nommé directeur spirituel du séminaire de Ratisbonne. En 2007, le pape Benoît XVI le nomme aumônier honoraire de Sa Sainteté et le titre ainsi « Monseigneur ». En 2010, il est investi au sein de l'Ordre teutonique à Ratisbonne.
Le 24 avril 2015, le pape François le nomme évêque titulaire d'Inis Cathaig (de) et évêque auxiliaire de Ratisbonne.
Il est alors consacré le 7 juin suivant par Mgr Rudolf Voderholzer, assisté de Mgrs František Radkovský (cs) et Reinhard Pappenberger.